# Rosewood Lane
Rosewood Lane (título no Brasil: A Vila do Medo) é um filme de suspense e terror de 2011 escrito e dirigido por Victor Salva e estrelado por Rose McGowan.

## Enredo
A trama mostra a volta da Dra. Sonny Blake (Rose McGowan), uma psiquiatra de um programa de rádio, à casa em que passou sua infância, após a morte de seu pai alcoólatra. Blake descobre que o jovem entregador de jornais da vizinhança é um sociopata assustador e astuto que tinha seu pai como alvo, e agora ela acha que pode ser a próxima vítima – principalmente quando o rapaz começa a ligar para o programa. A vizinhança e a própria Dra. Blake começam a acreditar que há algo de sobrenatural sobre o rapaz pois o mesmo parece estar em mais de um lugar ao mesmo tempo.

## Elenco
- Rose McGowan como Sonny Blake
- Daniel Ross Owens como Derek Barber/jornaleiro
- Lauren Vélez as Paula Crenshaw
- Sonny Marinelli como Barrett Tanner
- Lesley-Anne Down como Dr. Cloey Talbot
- Ray Wise como Det. Briggs
- Tom Tarantini como Det. Sabatino
- Steve Tom como Glenn Forrester
- Lin Shaye como Senhora. Hawthorne
- Rance Howard como Fred Crumb
- Judson Mills como Darren Summers
- Steve Tom como Glenn Forrester
- Sonny Marinelli como Barrett Tanner

## Ligações Externas
- Official website
- Rosewood Lane. no IMDb.